# Johann Ludwig von Elderen
Johann Ludwig von Elderen (29 settembre 1620 – 1º febbraio 1694) è stato un vescovo cattolico tedesco, vescovo di Liegi dal 1688 al 1694.

## Biografia
Nato da una nobile famiglia tedesca di Tongeren, egli venne eletto nel 1650, all'inizio della Guerra della Grande Alleanza, il che lo pose in uno dei momenti politicamente più complessi della fine del XVII secolo.

## Genealogia episcopale
La genealogia episcopale è:
- Cardinale Juan Pardo de Tavera
- Cardinale Antoine Perrenot de Granvelle
- Vescovo Frans van de Velde
- Arcivescovo Louis de Berlaymont
- Vescovo Maximilien Morillon
- Vescovo Pierre Simons
- Arcivescovo Mathias Hovius
- Arcivescovo Jacobus Boonen
- Arcivescovo Gaspard Nemius
- Vescovo Ambroise Capello, O.P.
- Arcivescovo Alphonsus de Berghes
- Vescovo Pierre van den Perre
- Vescovo Johann Ludwig von Elderen